# Чедомир Крстић
Чедомир Крстић (Пирот, 1923 — Београд, 1988) био је српски уметник и редовни професор Факултета ликовних уметности у Београду.
Он је сликар високог занатског умећа и професионалне одговорности, који се јавно први пут представио на југословенској и српској ликовној сцени 1954. године на самосталној изложби у Пироту.
Крстић који је уметничко и друго стваралаштво сматрао као стварање будућности, или „као једну огромну грађевину чија градња вечно траје и у којој свака нова генерација уграђује свој део,” свакако је својим ликовним и педагошким радом, у оквирима своје генерације, реализовао ово сопствено размишљање уграђујући део себе у ту „грађевину”. Њему у част, за све оно што је за собом оставио у ликовном стваралаштву Србије,родни град се одужио дајући Галерија савремених уметности у Пироту, његово име — Галерија „Чедомир Крстић”.

## Живот и каријера
У Пироту је завршио основно и започео средње школовање, које је прекинуо због тешке ситуације у породици. Наиме детињство које је проводио у Пироту, у породици од осам чланова, која је живела искључиво од очеве скромне зараде, није могло бити нимало ружичасто, како каже сам Крстић. Стање је још више погоршала прерана смрт оца која је остатак породице довела у тежак материјални положај у коме су он и још нејака, четири брата и две сестре, морали сами да обезбеђују средства за живот. У таквој ситуацији уметност је било светла страна његовог живота која га је определила за сликарство. Прве почетке ликовног стваралаштва Крстић овако описује:
У Пироту у то време није било могуће видети било какву уметничку слику, нити репродукцију, тако да је моје сазнање о уметности било на нули. Цртао сам по угледу на фотографије и трудио се да буде глатко, да се потез кредице не примећује, а то се веома допадало грађанима, па су ми често наручивали портрете својих покојника или других.
Сликарство је студирао на Ликовној академији у Београду од 1947. до 1952. године. После дипломирања једно време провео је у мајсторској радионици Ђорђа Андрејевића Куна. Године 1953. Крстић се преселио у Ниш, где се прихватио педагошког посла у Средњој школи за примењену уметност. На одлазак у Ниш према његовим речима определио се због:
Тоталног неслагања са концепцијом Кунове уметности коју ми је просто силом наметао, због чега сам демонстративно, после годину дана напустио његову радионицу, као и потреба за материјалном егзистенцијом. Пошто ми није одговарало да се запослим у некој основној школи или гимназији у Београду, изабрао сам Школу за примењену уметност у Нишу где су се тада тражили наставници.
Одлучан да остане доследан путу којим је кренуо под будним оком свог професора Гвозденовића, Крстић је предајући сликарство у Нишу, у овом граду и његовој околини налазио своје омиљене мотиве: човека, (вечиту сликарску загонетку) и пејзаж Понишавља из кога је поникао. А како ликовни живот у Нишу није ни постојао. са још неколико слика он је постао један од пионири у покретању и стварању ликовне културе у овом малом граду без икакве традиције у уметности. Из ниша је почео да шаље слике на УЛУС-ове изложбе у Београд и оне су од стране критике биле запажене.
После десет година рада у Нишу, након што је по први пут у СФР Југославији расписан, конкурс за асистента за предмет цртање и сликање на Ликовној академији у Београду, охрабрен првим успехом на изложбама, јавио се на тај конкурс, и био изабран 1961.године прво за асистента а потом 1983. године за редовног професора.

А у Београду:
Обасут похвалама, наградама позивима да самостално излаже широм Југославије и увек у „државној репрезентацији” за наступе у иностранству, Крстић је до краја био професор на Академији, доцније Факултету ликовних уметности, да би се пред крај живота суочио са горчином коју доноси свест да га је „време прегазило”.

Преминуо је у Београду 1988. године у 65 години живота, остављајући за собом, своја ликовна дела: ентеријере, пејзаже, портрете, 
на којима је овај расни уметник показао да, и у време једноумља апстракције и енформела, могу да се испричају и изаткају ликовне чаролије у „старомодној” фигурацији једног Бонара.

## Ликовне колоније
Чедомир Крстић је учествовао је у раду следећих ликовних колонија у СФР Југославији и Р. Србији:
- Ликовна колонија Ечка,
- Ликовна колонија Сићево,
- Ликовна колонија Зрењанин,
- Међународна умјетничка колонија Почитељ,
- Ликовна колонија Бачка Топола и
- Ликовна колонија „Сопоћанско виђење” Сопоћани.

## Ликовно стваралаштво
На Крстићево ликовно стваралаштво неизбрисив траг „оставило је детињство у грађанској породици из Пирота у тихим салонима, прекривеним раскошним пиротским ћилимима који су давали онај снажни колористички акценат засенченим енетеријерима, и питоми пејзажи његовог родног краја.” У веома минуциозној анализи према мишљењу историчарке уметности Наталија Церовић 
„његове радове красе изузетне вредности суптилног ткања сликарске материје...што се посебно види у пејзажима у којима Крстић остварује домете за узор.”
Мотив који га је највише привлачио, свакако је људска фигура, „али не изоловано, већ у простору у коме она живи”, или све друго што је у њеној непосредној близини. Али, човек, „ваљда зато што је жив, што је у сваком тренутку изражајан и просто непоновљив,” највише га је инспирисао.
Слушајући свој унутрашњи глас и покоравајући се њему, уз строгу доследности у ставу, Чедомир Крстић је током свог ликовног опуса дошао до ликовног израза (става) који је одговарао његовом склопу личности и афинитету и који је задржао до своје смрти.

## Изложбе
Чедомир Крстић се јавно први пут представио 1954. године на самосталној изложби у Пироту. Самостално је још излагао: у Нишу 1955. и 1981. године, Новом Саду 1960. и 1987. године, Београду 1964. и 1976. године и у Западном Берлину 1983. године.
Петнаест пута је излагао на Октобарском салону у Београду и више пута на пролећним и јесењим изложбама Удружења ликовних уметника Србије.
Крстићеве слике су биле заступљене на изложбама „Народноослободилачка борба у делима ликовних уметника Југославије“ и на Југословенском тријеналу ликовних уметности.
Био је и представник Југославије на Међународном тријеналу реалистичке уметности у Софији 1982. године.
Учествовао је више пута на колективним изложбама београдских, српских и југословенских уметника у земљи и свету. 

## Признања
За свој рад, сликар Чедомир Крстић је добио више признања. Међу осталима:
- Октобарску награду Града Ниша за сликарство
- Награду Удружења ликовних уметника Србије, за сликарство,
- Специјалну награду Међународног тријенала реалистичке уметности, одржаног 1982. године у Софији.
- Њему у част Галерија уметности „Чедомир Крстић” у Пироту носи његово име.

Дела му се чувају у Народном музеју и Музеју савремене уметности у Београду, Галерији савремене уметности у Нишу, Музеју града Београда, Музеју у Пироту и у многим јавним и приватним збиркама у Србији и иностранству.
У фабрици „1. мај“ у Пироту извео је један мозаик нешто већих димензија.